# HD 47536
HD 47536 — одиночная звезда в созвездии Большого Пса на расстоянии приблизительно 400 световых лет (около 123 парсек) от Солнца. Видимая звёздная величина звезды — +5,258m. Возраст звезды оценивается как около 9,33 млрд лет.
Вокруг звезды обращается, как минимум, одна планета.

## Характеристики
HD 47536 — оранжевый гигант спектрального класса K1III, или G5. Масса — около 2,92 солнечной, радиус — около 23,86 солнечных, светимость — около 177,193 солнечных. Эффективная температура — около 4424 К.

## Планетная система
В 2003 году группой астрономов у звезды обнаружена планета HD 47536 b.
В 2007 году группой астрономов у звезды обнаружена планета HD 47536 c (не подтверждена).
В 2019 году учёными, анализирующими данные проектов HIPPARCOS и Gaia, у звезды обнаружена планета HIP 31688 d.